# Пазарен кръст
Пазарният кръст е съоръжение, използвано в Средновековието в някои страни в Западна Европа – най-вече на Британските острови, но също и в Германия – за отбелязване на пазара в селищата с право за провеждане такава дейност. Представлява кръст, издигнат върху специална конструкция, която може да има различен вид – от прост стълб до малка сграда с пищна декорация. В много случаи пазарният кръст е поставян върху постройка, служеща за покритие на кладенец, обслужващ пазара.